# مهرجان كونك رجل
مهرجان كونك رجل (BAM) هو مهرجان يعالج التحديات والضغوطات الناجمة عن الهوية الذكورية في القرن الحادي والعشرين ومقره المملكة المتحدة. تأسس المهرجان في عام 2014 من قبل جود كيلي.

## كونك رجلا 2014
من بين المتحدثين في المهرجان الافتتاحي: جرايسون بيري (فنان)، ضياء الدين يوسفزاي (والد الحائز على جائزة نوبل مالالا يوسفزاي)، مايكل كوفمان (مؤسس مشارك في حملة الشريط الأبيض)، جون سنو (صحفي)، بيلي براج  ونيك هورنبي (كاتب وشاعر غنائي) وتشارلي كوندو (ممثل) وهارديب سينغ كوهلي (مذيع وكاتب).

## كونك رجلا 2015
من بين المتحدثين في المهرجان الثاني: شيلدون توماس (إمام ومتطرف سابق)، جيما كيرني (مقدمة إذاعة BBC  ومخرج أفلام وثائقية)، أكالا (مغني الراب) وفرانكي بويل (كوميديان).

## كونك رجلا 2016
من بين المتحدثين في مهرجان 2016: الأستاذ غرين (مغني الراب)، وروجر مور(فنان).

## كونك رجلا 2017
من بين المتحدثين: سيمون أمستيل (ممثل كوميدي)، وروبرت ويب (كوميديان)، وكيفن باول (ناشط سياسي أمريكي)، وألان هولينغهورست (كاتب وفائز بجائزة بوكر 2004)، وأنتونيثازان جيسوثاسان (مؤلف وممثل).